# Hans Gericke (Architekt)

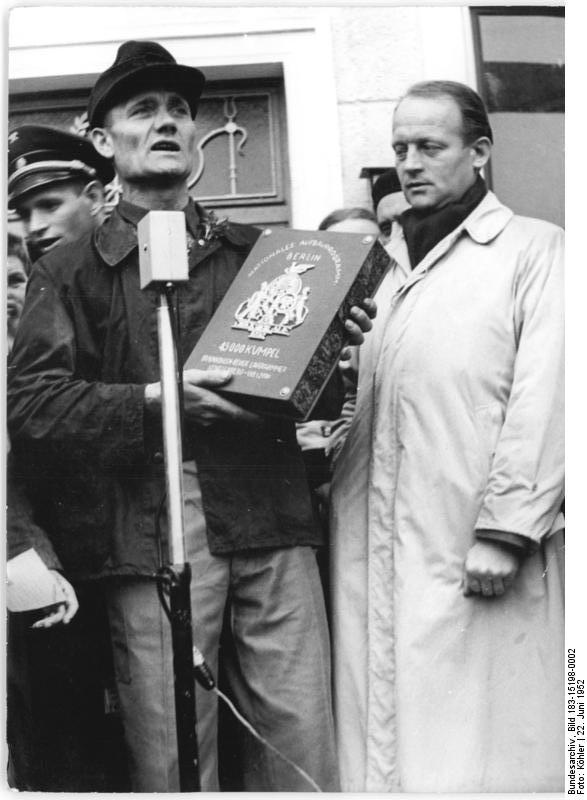
Hans Gericke (rechts, 1952)

Hans Gericke (* 27. Juli 1912 in Magdeburg; † 15. Februar 2014 in Berlin) war ein deutscher Architekt und Stadtplaner.

## Leben
Hans Gericke studierte von 1931 bis 1937 Architektur an der Technischen Hochschule Hannover. Im Anschluss erhielt er ein Stipendium für die Villa Massimo in Rom, wo er sich drei Jahre aufhielt. Zum 1. Mai 1933 trat er der NSDAP bei (Mitgliedsnummer 2.958.041). 1939 wurde er zur Luftwaffenbauverwaltung eingezogen und arbeitete als Architekt auf Sylt, dann 1940 in Brüssel und von 1941 bis 1945 als Regierungsbaurat in Italien.
Nach 1945 war er zunächst freiberuflich in Naumburg/Saale tätig und für das Land Sachsen-Anhalt als „Vertrauensarchitekt“ für die Bodenreform verantwortlich. Gericke war in der DDR Mitglied der NDPD, für die er gemeinsam mit Erich Kunert das Parteihaus in der Berliner Mohrenstraße 20/21 unter Verwendung der Ruine eines Geschäftshauses plante. Er wurde 1951 persönlicher Referent des Ministers für Aufbau, Lothar Bolz. Danach wurde er Stadtrat für Aufbau in Ost-Berlin und setzte sich für den Wiederaufbau des Forum Fridericianum ein.
Von 1953 bis 1958 war Gericke stellvertretender Direktor des Instituts für Theorie und Geschichte der Baukunst an der Deutschen Bauakademie, von 1959 bis 1964 Chefarchitekt von Ost-Berlin. Danach kehrte er als stellvertretender Direktor des Instituts für Städtebau und Architektur an die Bauakademie der DDR zurück. Daneben war er von 1952 bis 1986 Vizepräsident des Bundes deutscher Architekten in der DDR (BdA). Er wurde mehrfach ausgezeichnet, u. a. 1961 mit dem Goethepreis der Stadt Berlin sowie 1972 mit dem Vaterländischen Verdienstorden in Silber und 1977 in Gold.